# 葛懸神社
葛懸神社（かつらがけじんじゃ）は、岐阜県岐阜市にある神社である。社格は銀幣社。池ノ上みそぎ祭で知られている。

## 祭神
主殿
- 葛懸明神（かづらあがたみょうじん）

相殿
- 県明神（あがたみょうじん）
- 水除神（みずよけのかみ）

## 歴史
創建時期は不明。平安時代の『国内神名帳』では正六位上葛懸明神とされている。水の神を祀る神社である。1938年（昭和13年）、長良川の改修工事のために現在地に移動している。
みそぎ祭は、少なくとも室町時代の応永年間以前から行われた祭である。1534年（天文3年）以前は神社前の大池で行われていたが、それ以降は長良川で行われている。

## 祭事

### 池ノ上みそぎ祭
12月第2土曜日に行われる祭り。「みそぎ祭」と書かれた越中褌を着けた裸男達が祭元より出発。もみ合いながら長良川に向かい忠節橋下流約500mの右岸から厄男を中心に長良川入り、身を清め無病息災を願う。午後3時、午後7時、午後12時の3回行う。
かつては旧暦の神無月晦日に行われていた。1941年（昭和16年）より12月10日開催に変更。さらに1996年（平成8年）からは12月第2土曜日開催となっている。
越中ふんどしを着けるようになったのは1914年（大正3年）以降である。それ以前は全裸で行っていた。

## 現地情報
所在地
- 岐阜県岐阜市池ノ上町3丁目42

交通アクセス
- 岐阜バス

JR岐阜駅バスターミナル発
8番のりば 加納島線「旦の島」行
9番のりば「西郷」行、「イオンタウン本巣」行き、「モレラ岐阜」行
名鉄岐阜のりば発
5番のりば 「旦の島」行
6番のりば 「西郷」行、政田忠節線「イオンタウン本巣」行、「モレラ岐阜」行
上記いずれかのバスに乗車し「池の上」下車、徒歩約3分
周辺
- 岐阜市立島小学校
- 養教寺
- 名鉄忠節駅跡地
- 忠節橋
- 大縄場大橋